# Madame de Sévigné
Cet article concerne l'épistolière. Pour le chocolatier, voir La Marquise de Sévigné.
Pour les articles homonymes, voir Sévigné, Rabutin et Chantal.
Marie de Rabutin-Chantal, connue comme la marquise ou, plus simplement, Madame de Sévigné, née le 5 février 1626 à Paris à la paroisse Saint-Paul, et morte le 17 avril 1696 au château de Grignan (en Provence), est une épistolière française.
Les lettres qu'elle écrivit à sa fille, Madame de Grignan, sont devenues un incontournable de la littérature française. 
Elles constituent également une source remarquable de l'analyse des relations intergénérationnelles et de leur histoire.

## Biographie

### Origine et famille

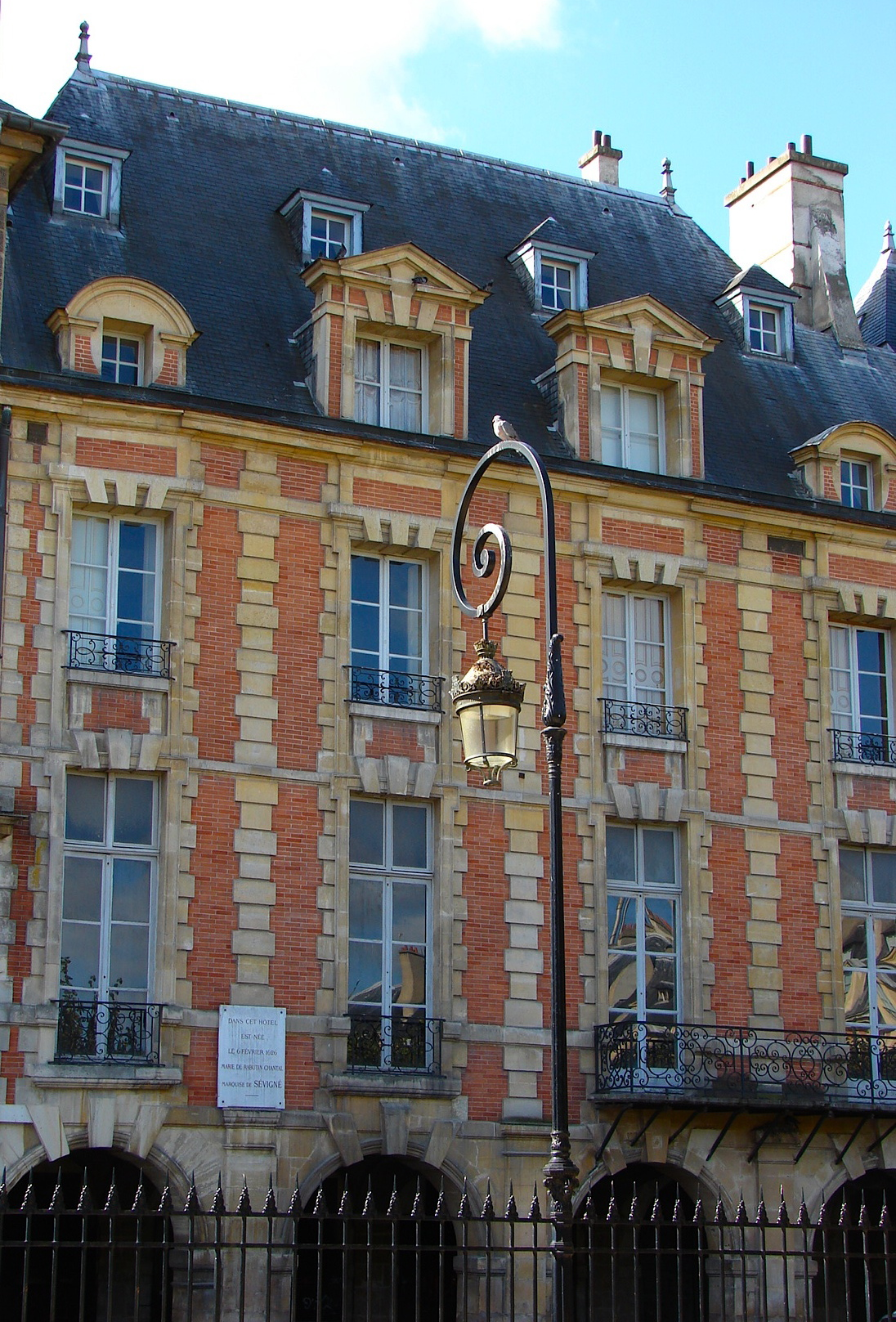
Hôtel Coulanges à Paris.

Le père de Marie de Rabutin-Chantal est Celse-Bénigne de Rabutin (1596-1627), un gentilhomme bourguignon baron de Chantal. Sa mère est Marie de Coulanges (1603-1633). 
Marie de Rabutin-Chantal naît à Paris en 1626, en l'hôtel Coulanges, domicile de ses grands-parents maternels, au n° 1 bis de la place Royale (actuellement entre le 1 bis place des Vosges et le 11 bis, rue de Birague) en plein cœur de la capitale, où demeurent alors ses parents. Elle est baptisée le lendemain, 6 février, à l'église Saint-Paul de Paris. L'acte de baptême révèle qu'elle a pour parrain Charles Le Normand, seigneur de Beaumont, « maître de camp d'un vieux régiment, gouverneur de La Fère et premier maître d'hôtel du Roi » et pour marraine sa grand-mère maternelle « dame Marie de Bèze, femme de messire Philippe de Coulanges, conseiller du Roi en ses conseils d'État et privé. ». On donne à l'enfant le prénom de sa grand-mère (et marraine), Marie.
Celse-Bénigne de Rabutin de Chantal est tué en 1627 au siège de La Rochelle, sous les ordres du marquis de Toiras, laissant Marie de Coulanges veuve et la petite Marie orpheline de père à l'âge d'un an. Six ans plus tard, elle perd aussi sa mère.   
Marie de Rabutin de Chantal vit néanmoins une jeunesse choyée et heureuse, d’abord auprès de sa grand-mère paternelle Jeanne Françoise Frémyot, baronne de Chantal, qui l'élève de sa huitième à sa dixième années (1634/1636), puis, après la mort de Philippe de Coulanges, en 1636, chez l'aîné de ses oncles maternels, Philippe II de Coulanges (1595-1659). Celui-ci est le père de Philippe-Emmanuel Coulanges (1633-1716), futur « chansonnier », jeune cousin germain inséparable de Marie de Rabutin. Il épousera en 1659 Marie-Angélique du Gué de Bagnols (1641-1723), également connue comme épistolière de renom sous son nom de femme mariée Marie-Angélique de Coulanges.
Un autre oncle, frère benjamin de sa mère, l'abbé Christophe de Coulanges (v. 1607-1687), dit « le Bien bon », sera son ami paternel et l'administrateur de ses biens. La future Madame de Sévigné doit à sa solide éducation, en partie guidée par l'oncle Christophe, une connaissance parfaite de l’italien et assez bonne du latin et de l'espagnol.
Quant à sa grand-mère paternelle, Jeanne Frémyot, baronne de Chantal (1572-1641), veuve en 1601, elle avait fondé l'ordre de la Visitation et un grand nombre de couvents tant en France que dans les pays limitrophes (Duché de Lorraine et Barrois) et prit le voile sous la direction spirituelle de l'évêque de Genève François de Sales. Elle mourut de la variole en 1641, après un entretien avec la reine Anne d'Autriche (elle sera canonisée en 1767).
Le 28 février 1687, Roger de Bussy-Rabutin écrivait : « J'ai cherché nos Rabutin, je les ai trouvés fort bons et fort anciens ». Deux ans plus tôt, le 22 juillet 1685, la marquise avait écrit à son cousin Bussy : « Ce commencement de maison me plaît fort. On n'en voit point la source et la première personne qui se présente est un fort seigneur, il y a plus de 500 ans, des plus considérables de son pays, dont nous découvrons la trace jusqu'à nous. Il y a peu de gens qui peuvent trouver une si belle tête. ». Madame de Sévigné évoquait Mayeul de Rabutin, qui possédait au XIIe siècle en Charolais le premier fief connu des Rabutin, ainsi que le fief de Montessus, situé à proximité.
Sa devise était : « Le froid me chasse » avec pour emblème « l'hirondelle ».

### Mariage
En 1644, âgée de dix-huit ans, elle épouse Henri de Sévigné (1623-1651), de vieille et bonne noblesse bretonne,, possédant le fief de Sévigné. Le mariage est célébré en l'église Saint-Gervais de Paris. Selon Roger Duchêne, les Sévigné n'ont pas de titre de noblesse, mais ont fini par sacrifier à l'usage en se faisant appeler barons. C'est Henri qui, le premier, adopte le titre de marquis. En l'épousant, Marie devient donc marquise « par approximation bien plus que par usurpation ».
Elle devient veuve à vingt-cinq ans, le 5 février 1651, quand son époux est tué lors d'un duel avec François Amanieu, seigneur d'Ambleville, chevalier d'Albret, pour les beaux yeux de Mme de Gondran, sa maîtresse. Il est inhumé à Paris, rue Saint-Antoine, dans l'église du couvent des Filles de la Visitation Sainte-Marie (de nos jours, le temple protestant du Marais).
Le couple a eu deux enfants :

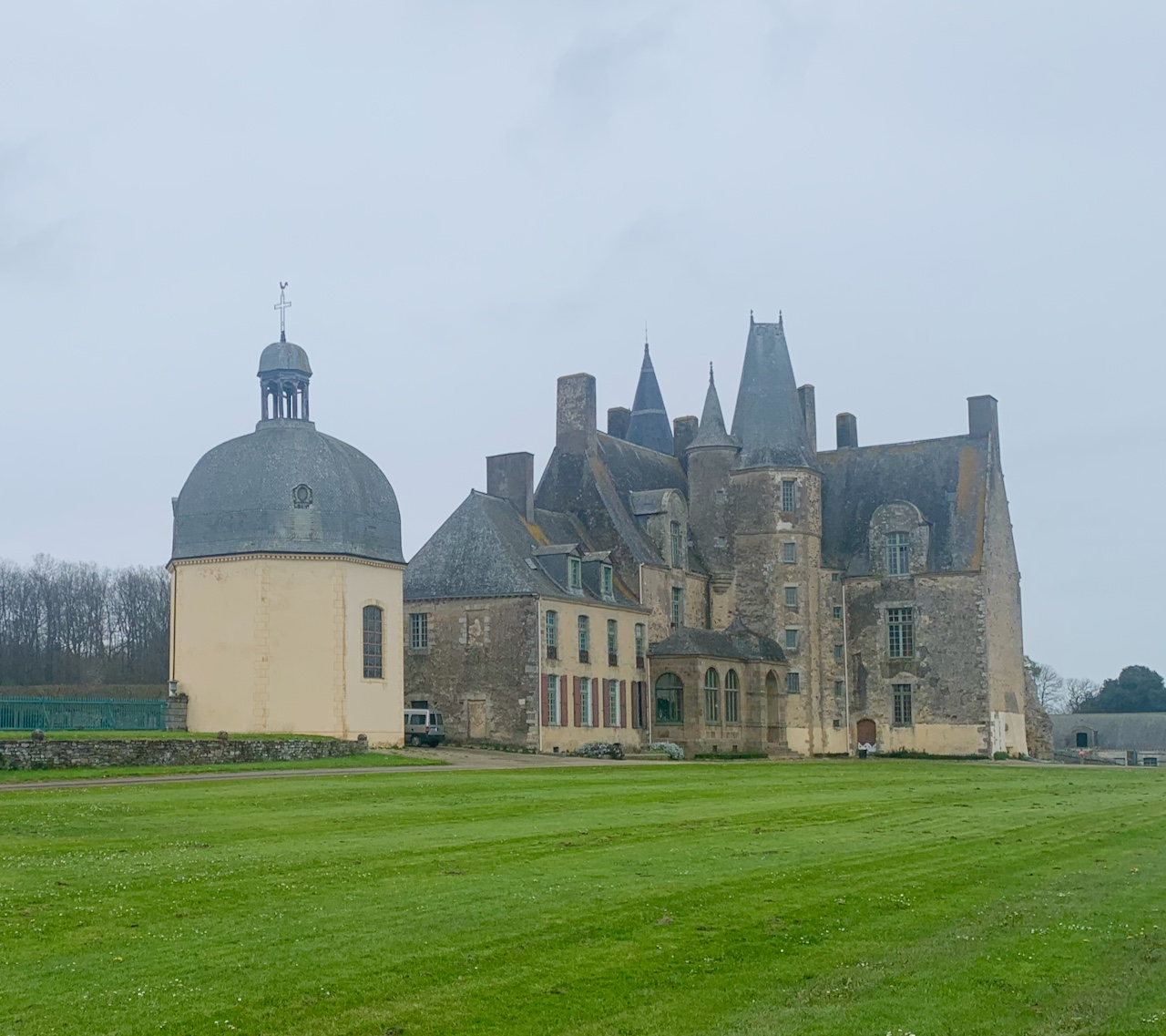
Château des Rochers-Sévigné près de Vitré

- Françoise (Paris, 10 octobre 1646 - Marseille, 13 août 1705) qui épousera François Adhémar de Monteil de Grignan ;
- Charles (château des Rochers, 12 mars 1648 - Paris, 26 mars 1713), baron de Sévigné, dit « marquis de Sévigné », qui épousera Jeanne-Marguerite de Mauron, mais restera sans postérité.

### Généalogie
| Christophe de Rabutin-Chantal (1563-1601)          | Christophe de Rabutin-Chantal (1563-1601)          | Christophe de Rabutin-Chantal (1563-1601)          | Christophe de Rabutin-Chantal (1563-1601)          | Christophe de Rabutin-Chantal (1563-1601)          | Christophe de Rabutin-Chantal (1563-1601)          |                                              |                                              | Jeanne-Françoise Frémyot (sainte Jeanne de Chantal) (1572-1641) | Jeanne-Françoise Frémyot (sainte Jeanne de Chantal) (1572-1641) | Jeanne-Françoise Frémyot (sainte Jeanne de Chantal) (1572-1641) | Jeanne-Françoise Frémyot (sainte Jeanne de Chantal) (1572-1641) | Jeanne-Françoise Frémyot (sainte Jeanne de Chantal) (1572-1641) | Jeanne-Françoise Frémyot (sainte Jeanne de Chantal) (1572-1641) |                                |                                |                                  |                                  |                                  |                                  |                                      |                                      |                                      |                                      |                                                    |                                                    |                                                    |                                                    | Philippe Ier de Coulanges (1565-1636)              | Philippe Ier de Coulanges (1565-1636)              | Philippe Ier de Coulanges (1565-1636) | Philippe Ier de Coulanges (1565-1636) | Philippe Ier de Coulanges (1565-1636)         | Philippe Ier de Coulanges (1565-1636)         |                                               |                                               | Marie de Bèze (1576-1634)                      | Marie de Bèze (1576-1634)                      | Marie de Bèze (1576-1634)                      | Marie de Bèze (1576-1634)                      | Marie de Bèze (1576-1634)                           | Marie de Bèze (1576-1634)                           |                                                     |                                                     |                                                     |                                                     |                                    |                                    |                                    |                                    |                       |                       |                                        |                                        |                                        |                                        |                                        |                                        |                                     |                                     |                                     |                                     |
| Christophe de Rabutin-Chantal (1563-1601)          | Christophe de Rabutin-Chantal (1563-1601)          | Christophe de Rabutin-Chantal (1563-1601)          | Christophe de Rabutin-Chantal (1563-1601)          | Christophe de Rabutin-Chantal (1563-1601)          | Christophe de Rabutin-Chantal (1563-1601)          |                                              |                                              | Jeanne-Françoise Frémyot (sainte Jeanne de Chantal) (1572-1641) | Jeanne-Françoise Frémyot (sainte Jeanne de Chantal) (1572-1641) | Jeanne-Françoise Frémyot (sainte Jeanne de Chantal) (1572-1641) | Jeanne-Françoise Frémyot (sainte Jeanne de Chantal) (1572-1641) | Jeanne-Françoise Frémyot (sainte Jeanne de Chantal) (1572-1641) | Jeanne-Françoise Frémyot (sainte Jeanne de Chantal) (1572-1641) |                                |                                |                                  |                                  |                                  |                                  |                                      |                                      |                                      |                                      |                                                    |                                                    |                                                    |                                                    | Philippe Ier de Coulanges (1565-1636)              | Philippe Ier de Coulanges (1565-1636)              | Philippe Ier de Coulanges (1565-1636) | Philippe Ier de Coulanges (1565-1636) | Philippe Ier de Coulanges (1565-1636)         | Philippe Ier de Coulanges (1565-1636)         |                                               |                                               | Marie de Bèze (1576-1634)                      | Marie de Bèze (1576-1634)                      | Marie de Bèze (1576-1634)                      | Marie de Bèze (1576-1634)                      | Marie de Bèze (1576-1634)                           | Marie de Bèze (1576-1634)                           |                                                     |                                                     |                                                     |                                                     |                                    |                                    |                                    |                                    |                       |                       |                                        |                                        |                                        |                                        |                                        |                                        |                                     |                                     |                                     |                                     |
|                                                    |                                                    |                                                    |                                                    |                                                    |                                                    |                                              |                                              |                                                                 |                                                                 |                                                                 |                                                                 |                                                                 |                                                                 |                                |                                |                                  |                                  |                                  |                                  |                                      |                                      |                                      |                                      |                                                    |                                                    |                                                    |                                                    |                                                    |                                                    |                                       |                                       |                                               |                                               |                                               |                                               |                                                |                                                |                                                |                                                |                                                     |                                                     |                                                     |                                                     |                                                     |                                                     |                                    |                                    |                                    |                                    |                       |                       |                                        |                                        |                                        |                                        |                                        |                                        |                                     |                                     |                                     |                                     |
|                                                    |                                                    |                                                    |                                                    |                                                    |                                                    |                                              |                                              |                                                                 |                                                                 |                                                                 |                                                                 |                                                                 |                                                                 |                                |                                |                                  |                                  |                                  |                                  |                                      |                                      |                                      |                                      |                                                    |                                                    |                                                    |                                                    |                                                    |                                                    |                                       |                                       |                                               |                                               |                                               |                                               |                                                |                                                |                                                |                                                |                                                     |                                                     |                                                     |                                                     |                                                     |                                                     |                                    |                                    |                                    |                                    |                       |                       |                                        |                                        |                                        |                                        |                                        |                                        |                                     |                                     |                                     |                                     |
|                                                    |                                                    |                                                    |                                                    | Celse-Bénigne de Rabutin-Chantal (1596-1627)       | Celse-Bénigne de Rabutin-Chantal (1596-1627)       | Celse-Bénigne de Rabutin-Chantal (1596-1627) | Celse-Bénigne de Rabutin-Chantal (1596-1627) | Celse-Bénigne de Rabutin-Chantal (1596-1627)                    | Celse-Bénigne de Rabutin-Chantal (1596-1627)                    |                                                                 |                                                                 | Marie de Coulanges (1603-1633)                                  | Marie de Coulanges (1603-1633)                                  | Marie de Coulanges (1603-1633) | Marie de Coulanges (1603-1633) | Marie de Coulanges (1603-1633)   | Marie de Coulanges (1603-1633)   |                                  |                                  | Philippe II de Coulanges (1595-1659) | Philippe II de Coulanges (1595-1659) | Philippe II de Coulanges (1595-1659) | Philippe II de Coulanges (1595-1659) | Philippe II de Coulanges (1595-1659)               | Philippe II de Coulanges (1595-1659)               |                                                    |                                                    | Marie Le Fèvre d'Ormesson (1606-1654)              | Marie Le Fèvre d'Ormesson (1606-1654)              | Marie Le Fèvre d'Ormesson (1606-1654) | Marie Le Fèvre d'Ormesson (1606-1654) | Marie Le Fèvre d'Ormesson (1606-1654)         | Marie Le Fèvre d'Ormesson (1606-1654)         |                                               |                                               | François Le Hardy de la Trousse (v. 1606-1638) | François Le Hardy de la Trousse (v. 1606-1638) | François Le Hardy de la Trousse (v. 1606-1638) | François Le Hardy de la Trousse (v. 1606-1638) | François Le Hardy de la Trousse (v. 1606-1638)      | François Le Hardy de la Trousse (v. 1606-1638)      |                                                     |                                                     | Henriette de Coulanges (1606-1672)                  | Henriette de Coulanges (1606-1672)                  | Henriette de Coulanges (1606-1672) | Henriette de Coulanges (1606-1672) | Henriette de Coulanges (1606-1672) | Henriette de Coulanges (1606-1672) |                       |                       | Christophe de Coulanges (v. 1607-1687) | Christophe de Coulanges (v. 1607-1687) | Christophe de Coulanges (v. 1607-1687) | Christophe de Coulanges (v. 1607-1687) | Christophe de Coulanges (v. 1607-1687) | Christophe de Coulanges (v. 1607-1687) |                                     |                                     |                                     |                                     |
|                                                    |                                                    |                                                    |                                                    | Celse-Bénigne de Rabutin-Chantal (1596-1627)       | Celse-Bénigne de Rabutin-Chantal (1596-1627)       | Celse-Bénigne de Rabutin-Chantal (1596-1627) | Celse-Bénigne de Rabutin-Chantal (1596-1627) | Celse-Bénigne de Rabutin-Chantal (1596-1627)                    | Celse-Bénigne de Rabutin-Chantal (1596-1627)                    |                                                                 |                                                                 | Marie de Coulanges (1603-1633)                                  | Marie de Coulanges (1603-1633)                                  | Marie de Coulanges (1603-1633) | Marie de Coulanges (1603-1633) | Marie de Coulanges (1603-1633)   | Marie de Coulanges (1603-1633)   |                                  |                                  | Philippe II de Coulanges (1595-1659) | Philippe II de Coulanges (1595-1659) | Philippe II de Coulanges (1595-1659) | Philippe II de Coulanges (1595-1659) | Philippe II de Coulanges (1595-1659)               | Philippe II de Coulanges (1595-1659)               |                                                    |                                                    | Marie Le Fèvre d'Ormesson (1606-1654)              | Marie Le Fèvre d'Ormesson (1606-1654)              | Marie Le Fèvre d'Ormesson (1606-1654) | Marie Le Fèvre d'Ormesson (1606-1654) | Marie Le Fèvre d'Ormesson (1606-1654)         | Marie Le Fèvre d'Ormesson (1606-1654)         |                                               |                                               | François Le Hardy de la Trousse (v. 1606-1638) | François Le Hardy de la Trousse (v. 1606-1638) | François Le Hardy de la Trousse (v. 1606-1638) | François Le Hardy de la Trousse (v. 1606-1638) | François Le Hardy de la Trousse (v. 1606-1638)      | François Le Hardy de la Trousse (v. 1606-1638)      |                                                     |                                                     | Henriette de Coulanges (1606-1672)                  | Henriette de Coulanges (1606-1672)                  | Henriette de Coulanges (1606-1672) | Henriette de Coulanges (1606-1672) | Henriette de Coulanges (1606-1672) | Henriette de Coulanges (1606-1672) |                       |                       | Christophe de Coulanges (v. 1607-1687) | Christophe de Coulanges (v. 1607-1687) | Christophe de Coulanges (v. 1607-1687) | Christophe de Coulanges (v. 1607-1687) | Christophe de Coulanges (v. 1607-1687) | Christophe de Coulanges (v. 1607-1687) |                                     |                                     |                                     |                                     |
|                                                    |                                                    |                                                    |                                                    |                                                    |                                                    |                                              |                                              |                                                                 |                                                                 |                                                                 |                                                                 |                                                                 |                                                                 |                                |                                |                                  |                                  |                                  |                                  |                                      |                                      |                                      |                                      |                                                    |                                                    |                                                    |                                                    |                                                    |                                                    |                                       |                                       |                                               |                                               |                                               |                                               |                                                |                                                |                                                |                                                |                                                     |                                                     |                                                     |                                                     |                                                     |                                                     |                                    |                                    |                                    |                                    |                       |                       |                                        |                                        |                                        |                                        |                                        |                                        |                                     |                                     |                                     |                                     |
|                                                    |                                                    |                                                    |                                                    |                                                    |                                                    |                                              |                                              |                                                                 |                                                                 |                                                                 |                                                                 |                                                                 |                                                                 |                                |                                |                                  |                                  |                                  |                                  |                                      |                                      |                                      |                                      |                                                    |                                                    |                                                    |                                                    |                                                    |                                                    |                                       |                                       |                                               |                                               |                                               |                                               |                                                |                                                |                                                |                                                |                                                     |                                                     |                                                     |                                                     |                                                     |                                                     |                                    |                                    |                                    |                                    |                       |                       |                                        |                                        |                                        |                                        |                                        |                                        |                                     |                                     |                                     |                                     |
| Henri de Sévigné (1623-1651)                       | Henri de Sévigné (1623-1651)                       | Henri de Sévigné (1623-1651)                       | Henri de Sévigné (1623-1651)                       | Henri de Sévigné (1623-1651)                       | Henri de Sévigné (1623-1651)                       |                                              |                                              | Marie de Rabutin-Chantal (1626-1696)                            | Marie de Rabutin-Chantal (1626-1696)                            | Marie de Rabutin-Chantal (1626-1696)                            | Marie de Rabutin-Chantal (1626-1696)                            | Marie de Rabutin-Chantal (1626-1696)                            | Marie de Rabutin-Chantal (1626-1696)                            |                                |                                | Pierre de La Mousse (né en 1617) | Pierre de La Mousse (né en 1617) | Pierre de La Mousse (né en 1617) | Pierre de La Mousse (né en 1617) | Pierre de La Mousse (né en 1617)     | Pierre de La Mousse (né en 1617)     |                                      |                                      | Philippe-Emmanuel de Coulanges (1633-1716)         | Philippe-Emmanuel de Coulanges (1633-1716)         | Philippe-Emmanuel de Coulanges (1633-1716)         | Philippe-Emmanuel de Coulanges (1633-1716)         | Philippe-Emmanuel de Coulanges (1633-1716)         | Philippe-Emmanuel de Coulanges (1633-1716)         |                                       |                                       | Marie-Angélique du Gué de Bagnols (1641-1723) | Marie-Angélique du Gué de Bagnols (1641-1723) | Marie-Angélique du Gué de Bagnols (1641-1723) | Marie-Angélique du Gué de Bagnols (1641-1723) | Marie-Angélique du Gué de Bagnols (1641-1723)  | Marie-Angélique du Gué de Bagnols (1641-1723)  |                                                |                                                | Philippe Auguste Le Hardy de La Trousse (1635-1691) | Philippe Auguste Le Hardy de La Trousse (1635-1691) | Philippe Auguste Le Hardy de La Trousse (1635-1691) | Philippe Auguste Le Hardy de La Trousse (1635-1691) | Philippe Auguste Le Hardy de La Trousse (1635-1691) | Philippe Auguste Le Hardy de La Trousse (1635-1691) |                                    |                                    | Marguerite de La Fond              | Marguerite de La Fond              | Marguerite de La Fond | Marguerite de La Fond | Marguerite de La Fond                  | Marguerite de La Fond                  |                                        |                                        | Suzanne de La Trousse, Mlle de Méri    | Suzanne de La Trousse, Mlle de Méri    | Suzanne de La Trousse, Mlle de Méri | Suzanne de La Trousse, Mlle de Méri | Suzanne de La Trousse, Mlle de Méri | Suzanne de La Trousse, Mlle de Méri |
| Henri de Sévigné (1623-1651)                       | Henri de Sévigné (1623-1651)                       | Henri de Sévigné (1623-1651)                       | Henri de Sévigné (1623-1651)                       | Henri de Sévigné (1623-1651)                       | Henri de Sévigné (1623-1651)                       |                                              |                                              | Marie de Rabutin-Chantal (1626-1696)                            | Marie de Rabutin-Chantal (1626-1696)                            | Marie de Rabutin-Chantal (1626-1696)                            | Marie de Rabutin-Chantal (1626-1696)                            | Marie de Rabutin-Chantal (1626-1696)                            | Marie de Rabutin-Chantal (1626-1696)                            |                                |                                | Pierre de La Mousse (né en 1617) | Pierre de La Mousse (né en 1617) | Pierre de La Mousse (né en 1617) | Pierre de La Mousse (né en 1617) | Pierre de La Mousse (né en 1617)     | Pierre de La Mousse (né en 1617)     |                                      |                                      | Philippe-Emmanuel de Coulanges (1633-1716)         | Philippe-Emmanuel de Coulanges (1633-1716)         | Philippe-Emmanuel de Coulanges (1633-1716)         | Philippe-Emmanuel de Coulanges (1633-1716)         | Philippe-Emmanuel de Coulanges (1633-1716)         | Philippe-Emmanuel de Coulanges (1633-1716)         |                                       |                                       | Marie-Angélique du Gué de Bagnols (1641-1723) | Marie-Angélique du Gué de Bagnols (1641-1723) | Marie-Angélique du Gué de Bagnols (1641-1723) | Marie-Angélique du Gué de Bagnols (1641-1723) | Marie-Angélique du Gué de Bagnols (1641-1723)  | Marie-Angélique du Gué de Bagnols (1641-1723)  |                                                |                                                | Philippe Auguste Le Hardy de La Trousse (1635-1691) | Philippe Auguste Le Hardy de La Trousse (1635-1691) | Philippe Auguste Le Hardy de La Trousse (1635-1691) | Philippe Auguste Le Hardy de La Trousse (1635-1691) | Philippe Auguste Le Hardy de La Trousse (1635-1691) | Philippe Auguste Le Hardy de La Trousse (1635-1691) |                                    |                                    | Marguerite de La Fond              | Marguerite de La Fond              | Marguerite de La Fond | Marguerite de La Fond | Marguerite de La Fond                  | Marguerite de La Fond                  |                                        |                                        | Suzanne de La Trousse, Mlle de Méri    | Suzanne de La Trousse, Mlle de Méri    | Suzanne de La Trousse, Mlle de Méri | Suzanne de La Trousse, Mlle de Méri | Suzanne de La Trousse, Mlle de Méri | Suzanne de La Trousse, Mlle de Méri |
|                                                    |                                                    |                                                    |                                                    |                                                    |                                                    |                                              |                                              |                                                                 |                                                                 |                                                                 |                                                                 |                                                                 |                                                                 |                                |                                |                                  |                                  |                                  |                                  |                                      |                                      |                                      |                                      |                                                    |                                                    |                                                    |                                                    |                                                    |                                                    |                                       |                                       |                                               |                                               |                                               |                                               |                                                |                                                |                                                |                                                |                                                     |                                                     |                                                     |                                                     |                                                     |                                                     |                                    |                                    |                                    |                                    |                       |                       |                                        |                                        |                                        |                                        |                                        |                                        |                                     |                                     |                                     |                                     |
|                                                    |                                                    |                                                    |                                                    |                                                    |                                                    |                                              |                                              |                                                                 |                                                                 |                                                                 |                                                                 |                                                                 |                                                                 |                                |                                |                                  |                                  |                                  |                                  |                                      |                                      |                                      |                                      |                                                    |                                                    |                                                    |                                                    |                                                    |                                                    |                                       |                                       |                                               |                                               |                                               |                                               |                                                |                                                |                                                |                                                |                                                     |                                                     |                                                     |                                                     |                                                     |                                                     |                                    |                                    |                                    |                                    |                       |                       |                                        |                                        |                                        |                                        |                                        |                                        |                                     |                                     |                                     |                                     |
| François Adhémar de Monteil de Grignan (1632-1714) | François Adhémar de Monteil de Grignan (1632-1714) | François Adhémar de Monteil de Grignan (1632-1714) | François Adhémar de Monteil de Grignan (1632-1714) | François Adhémar de Monteil de Grignan (1632-1714) | François Adhémar de Monteil de Grignan (1632-1714) |                                              |                                              | Françoise Marguerite de Sévigné (1646-1705)                     | Françoise Marguerite de Sévigné (1646-1705)                     | Françoise Marguerite de Sévigné (1646-1705)                     | Françoise Marguerite de Sévigné (1646-1705)                     | Françoise Marguerite de Sévigné (1646-1705)                     | Françoise Marguerite de Sévigné (1646-1705)                     |                                |                                | Charles de Sévigné (1648-1713)   | Charles de Sévigné (1648-1713)   | Charles de Sévigné (1648-1713)   | Charles de Sévigné (1648-1713)   | Charles de Sévigné (1648-1713)       | Charles de Sévigné (1648-1713)       |                                      |                                      | Jeanne Marguerite de Bréhant de Mauron (1659-1737) | Jeanne Marguerite de Bréhant de Mauron (1659-1737) | Jeanne Marguerite de Bréhant de Mauron (1659-1737) | Jeanne Marguerite de Bréhant de Mauron (1659-1737) | Jeanne Marguerite de Bréhant de Mauron (1659-1737) | Jeanne Marguerite de Bréhant de Mauron (1659-1737) |                                       |                                       |                                               |                                               |                                               |                                               |                                                |                                                |                                                |                                                |                                                     |                                                     |                                                     |                                                     |                                                     |                                                     |                                    |                                    |                                    |                                    |                       |                       |                                        |                                        |                                        |                                        |                                        |                                        |                                     |                                     |                                     |                                     |
| François Adhémar de Monteil de Grignan (1632-1714) | François Adhémar de Monteil de Grignan (1632-1714) | François Adhémar de Monteil de Grignan (1632-1714) | François Adhémar de Monteil de Grignan (1632-1714) | François Adhémar de Monteil de Grignan (1632-1714) | François Adhémar de Monteil de Grignan (1632-1714) |                                              |                                              | Françoise Marguerite de Sévigné (1646-1705)                     | Françoise Marguerite de Sévigné (1646-1705)                     | Françoise Marguerite de Sévigné (1646-1705)                     | Françoise Marguerite de Sévigné (1646-1705)                     | Françoise Marguerite de Sévigné (1646-1705)                     | Françoise Marguerite de Sévigné (1646-1705)                     |                                |                                | Charles de Sévigné (1648-1713)   | Charles de Sévigné (1648-1713)   | Charles de Sévigné (1648-1713)   | Charles de Sévigné (1648-1713)   | Charles de Sévigné (1648-1713)       | Charles de Sévigné (1648-1713)       |                                      |                                      | Jeanne Marguerite de Bréhant de Mauron (1659-1737) | Jeanne Marguerite de Bréhant de Mauron (1659-1737) | Jeanne Marguerite de Bréhant de Mauron (1659-1737) | Jeanne Marguerite de Bréhant de Mauron (1659-1737) | Jeanne Marguerite de Bréhant de Mauron (1659-1737) | Jeanne Marguerite de Bréhant de Mauron (1659-1737) |                                       |                                       |                                               |                                               |                                               |                                               |                                                |                                                |                                                |                                                |                                                     |                                                     |                                                     |                                                     |                                                     |                                                     |                                    |                                    |                                    |                                    |                       |                       |                                        |                                        |                                        |                                        |                                        |                                        |                                     |                                     |                                     |                                     |

## Œuvre
Les lettres sont rédigées principalement à l'intention de sa fille, la comtesse de Grignan, mais aussi de son cousin, le comte de Bussy.

### Jeu de lettres et de masques
Que ce soit dans le théâtre ou le roman, en passant par le mémoire et la lettre, toute la littérature du XVIIe siècle explore un nouveau territoire du moi dans la foulée d’un mouvement individualiste qui voit les Belles-Lettres étendre leur activité jusque dans la sphère privée. L'œuvre de Madame de Sévigné s'inscrit dans le développement d'une subjectivité propre à son époque.

#### Construction d'unethos
L’auto-représentation donne le ton à la correspondance de Sévigné. Le cas de cette dernière coïncide avec l'émergence d'un sujet féminin dans un contexte de modernisation esthétique et affective. Les lettres de la marquise sont marquées d'une profonde humilité avec laquelle elle se dépeint. À son cousin, Madame de Sévigné se fond en excuses pour les « torts » dont l'accuse Bussy-Rabutin (notamment par rapport à son manque d'assiduité épistolaire) et se décrit comme un être irrationnel et inintelligible, y compris vis-à-vis d'elle-même. Dans une lettre à sa fille, l'épistolière brosse un portrait très modeste de sa personne, alors qu'elle raconte à la comtesse de Grignan le déroulement d’une soirée au théâtre à laquelle le roi a assisté :

« La mesure de l’approbation qu’on donne à cette pièce, c’est celle du goût et de l'attention. J'en fus charmée, et le maréchal aussi, qui sortit de sa place pour aller dire au Roi combien il était content, et qu’il était auprès d’une dame qui était bien digne d’avoir vu Esther. Le Roi vint vers nos places, et après avoir tourné, il s’adressa à moi, et me dit : « Madame, je suis assuré que vous avez été contente ». Moi, sans m'étonner, je répondis : « Sire, je suis charmée ; ce que je sens est au-dessus des paroles. » […]  Et puis Sa Majesté s'en alla, et me laissa l'objet de l’envie. Comme il n'y avait quasi que moi de nouvelle venue, il eut quelque plaisir de voir mes sincères admirations sans bruit et sans éclat. […]  Je vis le soir Monsieur le Chevalier. Je lui contai tout naïvement mes petites prospérités, […] il en fut content, et voilà qui est fait. Je suis assurée qu'il ne m’a point trouvé, dans la suite, ni une sotte vanité, ni un transport de bourgeoise ; demandez-lui »

— Lettres choisies.
La représentation de soi dans ce passage, où la franchise, la noblesse et le naturel priment, contribue à l'élaboration d'un mythe de l'épistolière, que celle-ci alimente au fil des lettres. Malgré une pudique réticence à parler de soi au vu des normes et tabous de la sociabilité, Madame de Sévigné se permet toutefois de le faire dans sa correspondance pour combler l'absence de sa fille. L'épistolière reconnaît la nécessité de se donner à voir, de se laisser aller aux confidences, de manière à donner l'illusion d’une présence et d'alimenter l'imagination de sa lectrice. La marquise ne lésine dès lors pas sur les détails :

« Je fus hier dîner chez la princesse ; j’y laissai la bonne Marboeuf. Voici comme votre mère était habillée : une bonne robe de chambre bien chaude, que vous avez refusée, quoique fort jolie, et cette jupe violette, or et argent, que j’appelai sottement un jupon, avec une belle coiffure de toutes cornettes de chambres négligées. J’étais en vérité fort bien. […] Dites-moi un mot de vos habits, car il faut fixer ses pensées et donner des images. »

— Sévigné, 29 novembre 1684.
Madame de Sévigné construit dès lors un ethos qui traverse tout son discours en projetant une image détaillée de soi pour se plier à l'art de plaire, pour communiquer ses états d'âme et pour faire tomber la distance qui la sépare de sa destinataire.

### Style
Par bienséance, les femmes qui écrivent au XVIIe siècle ne doivent pas paraître travailler leur style, mais Madame de Sévigné fait pourtant de l’écriture sa quotidienne passion—et reste préoccupée de la qualité de ce dernier,. Elle développe ainsi pour la comtesse de Grignan, telle une maîtresse à son élève, un certain nombre de qualités que l'épistolière doit mettre en pratique dans ses lettres : la tendresse, la simplicité, la vérité, la force, l'originalité, l'agrément, la vivacité et l'harmonie de la composition. Elle a par ailleurs la conviction d’être rebelle dans sa pratique épistolaire, ne puisant son inspiration que dans le naturel et la vie.
Elle critique de façon virulente sa plume qu'elle juge par moments « négligée », ses lettres « écrites d’un trait » et son style « ajusté », qualifiant sa correspondance de « rapsodies », « bonnes à brûler », d'« ennuyeuses prôneries » et de « monstrueuses écritures ». Madame de Sévigné pousse toutefois la réflexion sur l'acte d'écrire à son paroxysme dans une lettre désarmante qu'elle adresse, incrédule face aux compliments qu'elle reçoit, à sa fille : « Est-il possible, ma fille, que j’écrive bien ? ».
L'esthétique des lettres de Mme de Sévigné a une particularité chère aux mondains : la variété. Dans le but de ne pas ennuyer le lecteur, notre épistolière change rapidement de sujet pour ne pas tomber dans la monotonie. Souvent ce changement se fait avec un avertissement de la marquise lorsque le sujet se prolonge (« Je ne veux pas pousser plus loin ce chapitre », « Je hais mortellement à vous parler de tout cela ; pourquoi men parlez-vous ? Ma plume va comme une étourdie » ou encore un simple « ma basta » - « mais suffit » en italien).

### Passion maternelle et création
Au fil des lettres qu'elle destine à sa fille, une corrélation entre maternité et écriture se dessine : la coexistence de la figure de la mère et celle de la femme de lettres s'entremêle et donne naissance à Madame de Sévigné en tant qu'épistolière. La passion d'une mère pour sa fille, la comtesse de Grignan, signe le début d'une correspondance marquée par l'intensité du désir d'entretenir cette relation en dépit de la distance et des circonstances qui les séparent.
Françoise Marguerite de Sévigné naît le 10 octobre 1646 : à l'époque, il est rare qu'une mère s'attache à son nourrisson puisque leur espérance de vie n'était pas très élevée ; or, dans sa lettre du 23 décembre 1671, Madame de Sévigné parle de son rôle de mère à sa fille et du ressenti « des craintes, des inquiétudes, des prévoyances, des tendresses, qui mettent le cœur en presse » […. et ] « le trouble que cela jette sur toute la vie. » L'enfant ne mourra pas et deviendra une jeune fille adulée dans les ballets. Elle a dix-sept ans lorsqu'elle se fait repérer dans un ballet de cour (le « Ballet des Arts », créé fin janvier 1663). Mlle de Sévigné continuera de danser dans les ballets sous l'œil attentif de sa mère : en mai 1664, elles sont toutes deux invitées à Versailles pour une fête de plusieurs jours organisée par Molière. Grâce aux charmes et au talent de sa fille, Madame de Sévigné peut paraître à la cour du roi : le lien affectif qui relie les deux femmes donne à la mère la sécurité de pouvoir se présenter et vivre en société grâce au physique de « la plus jolie fille de France » (mot de Bussy). Le départ de Paris le 4 février 1671 de la Comtesse de Grignan signe pour la mère le début d'une dépendance affective, physique et sociale. Avec une première lettre le 6 février 1671, Madame de Sévigné commence l'écriture afin d'exprimer tous les sentiments qu'elle éprouve à l'égard de sa fille. 
Dès lors, Madame de Sévigné a dû trouver un équilibre sentimental et affectif qui tient compte de l'opposition des caractères et des différences de statut social entre elles ; chaque lettre a sa propre essence dans la mesure où elle reflète les circonstances de vie des deux femmes. Les lettres de Madame de Sévigné favorisent « l'écriture du quotidien, de l'ordinaire, de la routine, pour être au plus près de la vérité du moment  » : dans chaque lettre, l'épistolière s'attache à peindre ses élans d'amour envers sa fille et la vie quotidienne rythmée par les rencontres, les mariages, les salons, les querelles, les sentiments… comme en témoigne la lettre du 20 février 1671. Madame de Sévigné évoque « son extraordinaire envie de savoir de » [ses] « nouvelles. » […] « Je me dévore, en un mot ; j'ai une impatience qui trouble mon repos », mais aussi l'incendie de la maison de Guitaut : « c'étaient des cris, c'était une confusion, c'étaient des bruits épouvantables, des poutres et des solives qui tombaient », et d'autres nouvelles encore (le mariage annulé de Monsieur de Ventadour, le déroulement d'un repas chez Monsieur du Mans...) pour enfin conclure sa lettre par d'affectueuses salutations : « Mais toujours vous dire que je vous aime, que je ne songe qu'à vous, que je ne suis occupée que de ce qui vous touche, que vous êtes le charme de ma vie, que jamais personne n'a été aimée si chèrement que vous... » Un dialogue se construit entre la mère et sa fille fondé sur l'alternance entre les nouvelles de la vie et de la Cour et des démonstrations d'amour passionnelles ; ainsi, « un tel projet d'écriture permet de sortir la maternité de l'espace privé tout en illustrant son caractère intime ». Madame de Sévigné vit, selon les mots d'Adrienne Rich, une « maternité-expérience » dans la mesure où elle a établi une relation entre son pouvoir reproducteur et son enfant.
Ce lien passionnel fait apparaître Madame de Sévigné dans l'écriture comme une mère dolente qui fonde son dialogue sur des élans d'amour. Grâce à l'espace épistolaire, Madame de Sévigné « ravage » sa fille dans la mesure où l'écriture devient le théâtre des remous de l'amour possessif maternel qui doit céder sa place à l'acceptation des désirs sexuels de Madame de Grignan. Il y a une « apparition torturante de la haine sourde présente dans l'amour exclusif entre mère et fille. Il révèle l'impossible harmonie de cet amour qui se heurte sur l'impossible activité sexuelle ». Cette cession est un arrachement qui laisse la mère blessée à jamais et seule dans son amour platonique comme l'atteste la lettre du 23 août 1671 : « Vous savez comme je suis à vous, et que l'amour maternel y a moins de part que l'inclination. » Cette force intérieure naturelle guide la mère vers des désirs incestueux, une « folie maternelle » selon le mot d'André Green, est à l’œuvre. Cette folie se tourne vers un horizon excessif et persistant et va s'inscrire profondément dans la relation de Madame de Sévigné envers sa fille. Néanmoins, elle va être le déclencheur d'une force créatrice épistolaire : le sacrifice de la séparation des deux femmes va nourrir une blessure qui permettra la naissance du langage. Une nouvelle grossesse a débuté : « La maternité n'est pas incompatible avec cette exploration, puisqu'il s'agit sans doute de la même fécondité, l'une symbolique, l'autre physique, mais le dévouement que demande cette exploration a souvent des exigences terribles qui se heurtent à celles que l'on attend d'une mère ». L'épistolière passionnée, avec le geste sacrificiel de l'écriture, expose une nécessité intérieure d'écrire en réponse au traumatisme de la séparation. Madame de Sévigné invente un « langage pour traduire l'intraduisible, pour faire entendre l’innommable » : avec ses missives, elle est alors un tant soit peu à l'abri grâce à la création d'un monde, d'un réel, via l'intermédiaire de l'écriture, où elle est de nouveau réunie à sa fille.

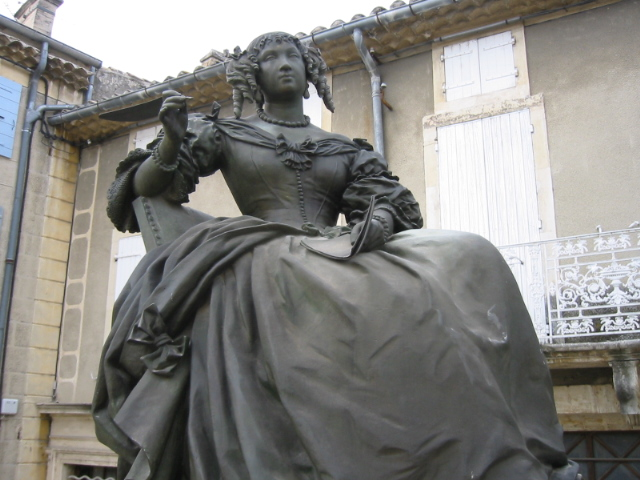
Marquise de Sévigné de Louis Rochet (1857), à Grignan (Drôme).
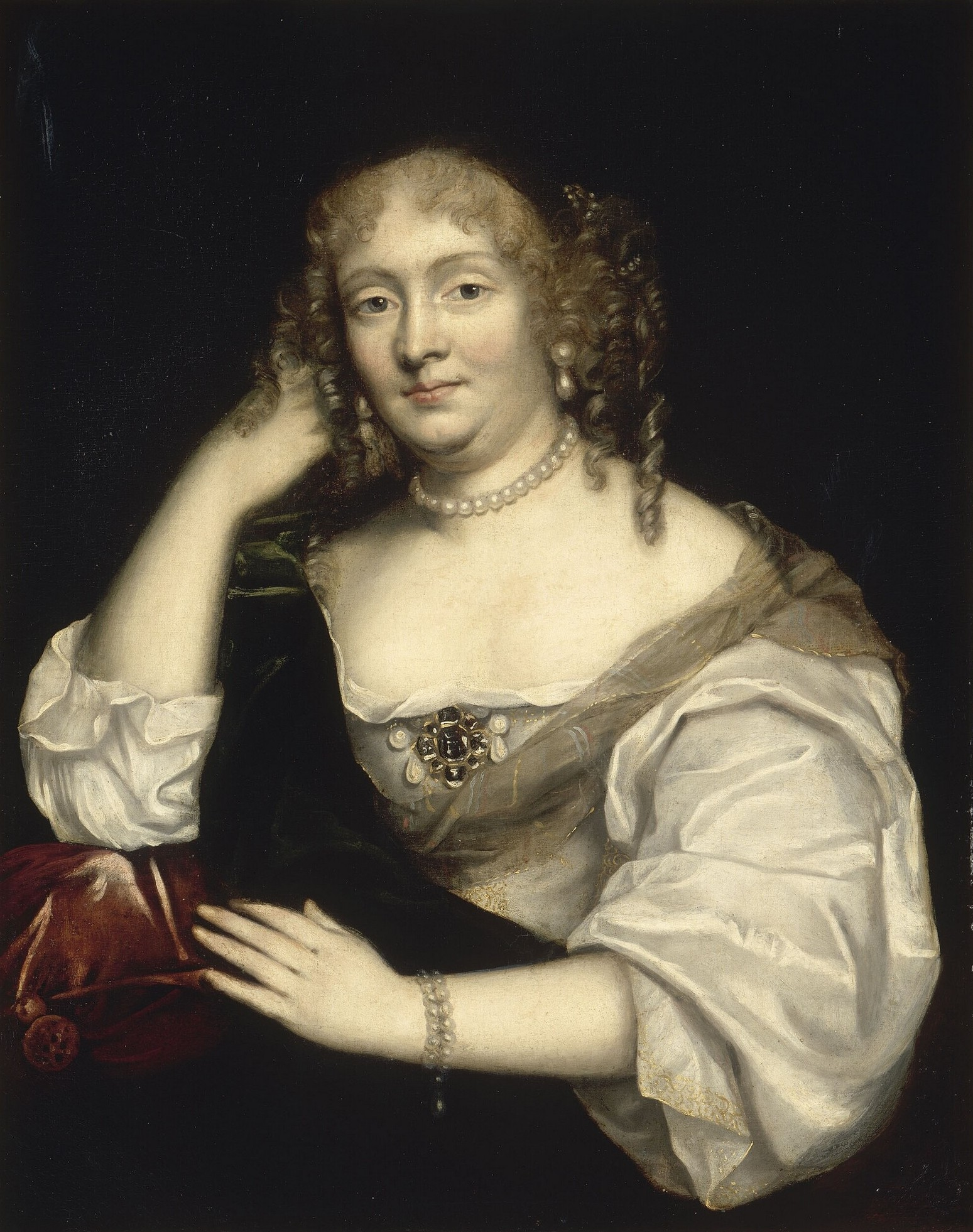
Madame de Sévigné de Louis Ferdinand Elle l'Aîné (vers 1670).
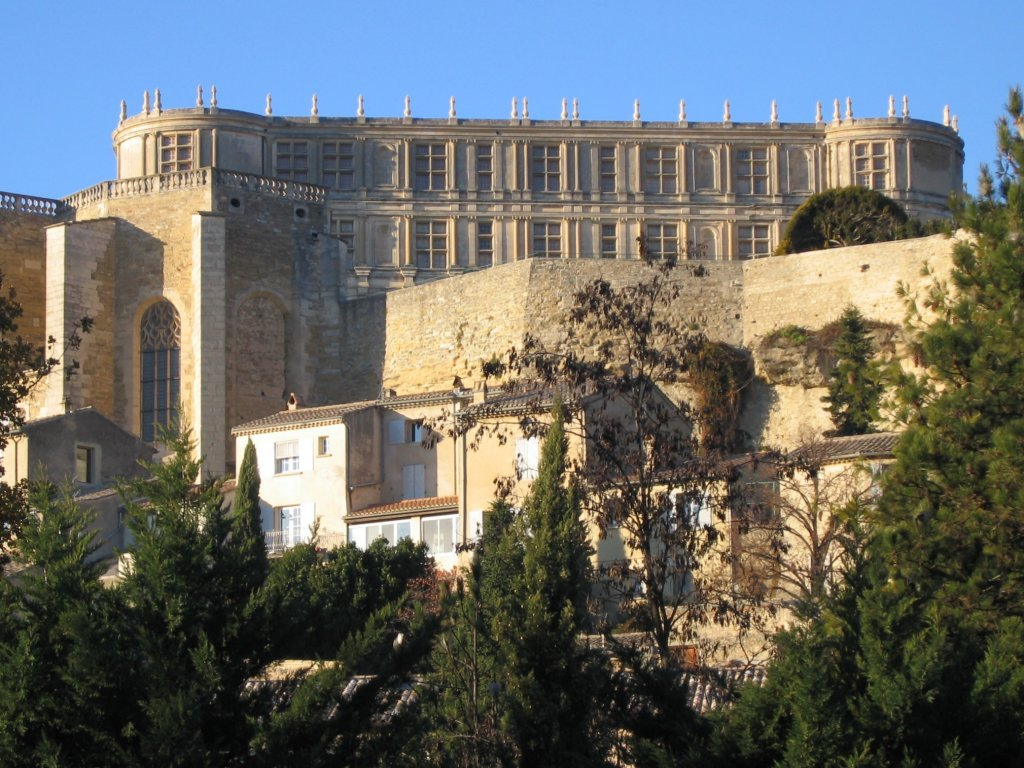
Château de Grignan, en Drôme provençale, surnommé le « Versailles provençal ».

### Religion
Mme de Sévigné garde en général une attitude libre face à la religion, mais elle se dit chrétienne (voir par exemple sa lettre du 13 décembre 1671 : « cette répétition est d'une grand-mère chrétienne »), parle souvent de théologie et indique souvent prier (lettre du 1er mars 1676 : « Nous lisons, nous écrivons, nous prions Dieu. »). Mme de Sévigné aime tout particulièrement les auteurs et la pensée des jansénistes.
Son écriture reste très libre et l'art épistolaire de la marquise use souvent du vocabulaire religieux qu'elle maîtrise à la perfection, dans un contexte profane, ce qui démontre une légère désinvolture de la marquise face à un certain vocabulaire religieux.
Ainsi par exemple, elle exprime ses sentiments à sa fille dans une formule qui rappelle celle du canon de la messe (« Nous vous aimons en vous, et pour vous, et par vous »), se sert du lexique augustinien (« Je suis épouvantée de la prédestination de ce M. Desbrosses », « prédestination » étant synonyme de destinée), fait des jeux de mots sur la notion (hautement débattue à l'époque) de grâce (« M. Nicole est tout divin. Vraiment, il faut bien qu'il s'aide de la grâce suffisante, qui ne suffit pas, mais pour moi, elle me suffit, car c'est la grâce efficace en paroles couvertes »), etc. De même, certaines de ses images mêlent des passages bibliques de l'Ancien Testament et des représentations romanesques (« Je vous aiderai à l'exposer sur le Rhône dans un petit panier de jonc, et puis elle abordera dans quelque royaume où sa beauté sera le sujet d'un roman »).

### Cercles amicaux de Madame de Sévigné
Madame de Sévigné passait beaucoup de temps dans les différentes sociétés de Paris qu'elle affectionnait, mais elle recevait également fréquemment ses amis et ses connaissances chez elle. 
Ses sociétés favorites étaient celles du duc de La Rochefoucauld et de Madame de Lafayette ; elle y passait souvent ses soirées. Ses lettres notées “du faubourg” provenaient de la demeure de Madame de Lafayette, alors que celles “du cabinet” ont été écrites chez le duc de La Rochefoucauld. Madame de Sévigné affectionnait particulièrement le fait que, dans la société de ses deux amis, on adorait sa fille. 
Elle entretenait avec ses deux amis des conversations à tonalité littéraire. Par exemple, avec le duc de La Rochefoucauld, elle discutait de maximes, car il en était un grand adepte. Madame de Sévigné avait alors pris goût d'en composer elle-même. Elle en avait formulé quelques-unes par correspondance à sa fille et c'était devenu un sujet de conversation fréquent entre les deux femmes par la suite. “Votre maxime est divine, M. de La Rochefoucauld en est jaloux ; il ne comprend pas qu'il ne l’ait pas faite ; l'arrangement des paroles en est heureux” (Lettre du 29 août 1672). De plus, chez le duc de La Rochefoucauld, ils lisaient en petit comité les fables et les contes de La Fontaine. Madame de Sévigné les adorait et elle avait appris celle du singe et du chat par cœur (Lettre du 10 février 1672). Elle avait tenté à plusieurs reprises de convaincre sa fille de partager son enthousiasme pour ces fables, sans succès (Lettre du 10 février et du 6 mai 1672). 
Madame de La Fayette était l'amie la plus intime de Madame de Sévigné, même si elles étaient très différentes, tant au niveau de la personnalité que des connexions : La Fayette était une femme puissante politiquement, car elle avait accès aux cercles fermés de la royauté française. Elle utilisait d'ailleurs cette proximité pour servir ses amis, par exemple. Il s'agissait d'une des amies de l'épistolière qui possédait le plus de pouvoir politique. Madame de La Fayette avait écrit, vers l’année 1659, un portrait très flatteur de son amie, qui avait été publié sous le nom d'un inconnu. Madame de Sévigné en avait fait mention dans une lettre envoyée à sa fille : “il vaut mieux que moi ; mais ceux qui m'eussent aimée, il y a seize ans, l'auroient pu trouver ressemblant” (lettre du 1er décembre 1675). Avec les années, on a émis l'hypothèse que La Princesse de Clèves, écrit par Madame de La Fayette, est inspirée de Madame de Sévigné. Les amitiés entre les femmes auteures à cette époque étaient très significatives, car une certaine solidarité féminine naissait à force de s'encourager dans l'écriture, et ce même si Madame de Sévigné était épistolière et non auteure à proprement parler ; les deux femmes partageaient toutefois un intérêt commun.  

### Réception et postérité de l'œuvre
Les lettres écrites par Madame de Sévigné à sa fille, Mme de Grignan, sont rapidement célèbres (Saint-Simon, par exemple, en parle à plusieurs reprises de façon élogieuse), et sont devenues un incontournable de la littérature française alors que cette correspondance était initialement privée et que, de son vivant, Madame de Sévigné n’avait pas l'ambition de publier ses différentes correspondances. 
Malgré les lacunes de sa transmission, la correspondance entre Madame de Sévigné et sa fille est une source essentielle de la connaissance et de l'analyse des relations intergénérationnelles et de leur histoire. 

#### Publication posthume
L’œuvre recensant les lettres de la marquise à sa fille, telle que nous la connaissons aujourd'hui, a connu de nombreuses modifications au fil du temps.  
Les lettres de Madame de Sévigné firent l’objet, en 1725 et 1726, de trois éditions. La première se compose uniquement de 28 lettres. Quelques mois plus tard, la deuxième édition est critiquée par la petite fille de la marquise, Pauline de Grignan, marquise de Simiane. Elle affirme qu’elle ignore l'origine du texte proposé et qu'une lettre au moins est mal retranscrite. La troisième édition se prétend plus sérieuse que les deux précédentes. Toutefois, ces trois éditions sont fautives, arrangées et surtout incomplètes.
En 1734, les descendants, désireux de remplacer les éditions dites « furtives », font publier quatre volumes. Denis-Marius Perrin, éditeur, publie 614 lettres agencées chronologiquement. Il décide également de couper plusieurs passages jugés peu intéressants. En 1754, Perrin publie une nouvelle édition composée de 722 lettres toujours coupées et cette fois, parfois modifiées.
En 1818, Louis Monmerqué établit, d'après toutes les éditions précédentes, sa propre édition. En 1827, il tire, d'un manuscrit incomplet et fautif proposé par le marquis Grosbois, des Lettres inédites. En 1862, Adolphe Régnier publie, sur base du manuscrit Grosbois, une nouvelle édition.
C'est en 1873 que Charles Capmas acquiert six volumes manuscrits comprenant 319 lettres copiées à la main par Amé-Nicolas de Bussy, fils de Bussy-Rabutin, cousin de la marquise de Sévigné. Ces lettres ne sont pas parfaites ; elles sont coupées et retouchées, mais le texte est de meilleure qualité que dans toutes les publications précédentes et, surtout, le style de l'épistolière est respecté.
L'édition de la Pléiade a principalement suivi le manuscrit Capmas jugé comme le plus fiable, et quand cela était nécessaire, la première édition Perrin.
C'est donc grâce aux destinataires principaux de la marquise, sa fille et son cousin, que nous pouvons encore lire les lettres de Madame de Sévigné. Sa fille a en effet pris grand soin de conserver toutes les lettres provenant de sa mère. Bussy-Rabutin, déjà de son temps, avait, dans le manuscrit de son œuvre Mémoires envoyé à Louis XIV, inséré quelques lettres de sa correspondance avec la marquise.
La question de l'authenticité se pose donc de manière cruciale pour ces lettres. Sur les 1 120 connues, seules 15 % proviennent des autographes, lesquels ont été presque totalement détruits après usage.

#### Intérêt historique et littéraire
Vivant à la cour de Louis XIV, Madame de Sévigné renseignait sa fille partie vivre en province sur les faits survenus à Paris et ses lettres permettent dès lors de pénétrer dans le monde de la société de cour, de connaître les relations sociales de la marquise, les grandes affaires de l’époque… Madame de Sévigné y rapporte par exemple la déchéance de Pomponne ou encore l’affaire Fouquet. Les lettres permettent donc aux lecteurs d'avoir une peinture des mœurs et des caractères des contemporains de l'épistolière, mais aussi de la vie à la cour de Louis XIV et des principaux événements du règne du Roi Soleil.
Sous l'Ancien Régime, dans une société où tout est contrôlé, même les lettres sont extrêmement codifiées. L'exigence du naturel notamment est incontournable du genre épistolaire mais cette exigence ne s'obtient pas sans une certaine qualité d'écriture que la marquise, par son talent et son éducation, possède parfaitement,. Néanmoins, l'art de Madame de Sévigné ne s'épanouit que s'il lui reste une liberté d’écriture qui n'est possible que dans une correspondance entre égaux. Ainsi, le talent de la marquise de Sévigné apparaît pleinement dans les lettres à sa fille, avec un style vif, travaillé et clair et non lorsqu'elle écrivait à des personnes lui étant supérieures en rang et avec qui la correspondance doit se plier aux conventions en vigueur. 
Finalement, Madame de Sévigné a été élevée au rang d'auteur classique et de modèle à suivre grâce à son style incomparable, à la proportion parfaite entre la pensée et la forme et au mélange de raison et de sentimentalité.
La volonté de Mme de Sévigné de faire partager ses lettres à un cercle mondain, même restreint, demeure cependant fortement ambivalente. L'expérience de publicité de ses écrits est surtout associée pour elle à la situation délicate qu'elle a connue pendant le procès de Fouquet, un de ses amis, chez qui les autorités royales retrouvent un certain nombre de ses billets, créant chez elle une vive inquiétude. À de nombreuses reprises dans la Correspondance, on retrouve cette angoisse vis-à-vis d'une possible incompréhension ou des mauvaises interprétations qu'un tiers qui n'appartiendrait pas au dialogue épistolaire pourrait produire (notamment lorsque son cousin Bussy-Rabutin entend présenter au roi Louis XIV ses Mémoires dans lesquels figurent quelques lettres écrites par Mme de Sévigné). La diffusion mondaine de ses écrits est donc fortement sujette à caution, même si force est de constater que l'esprit des lettres se joint naturellement à cet univers.

## Dans la culture
Le musée Carnavalet conserve de nombreux objets en rapport avec Mme de Sévigné, sa famille et son époque : portraits, autographes, éléments de mobilier, la pièce la plus importante étant un secrétaire en laque de Chine lui ayant appartenu, provenant du château des Rochers, qui porte les armes dites « d'alliance » des familles de Sévigné et de Rabutin.
Une médaille à l'effigie de Mme de Sévigné a été réalisée par le graveur Raymond Joly en 1976 ; un exemplaire en est conservé au musée Carnavalet (ND 0942).
Une rose (obtenteur Moreau-Robert) porte son nom.

### Représentations cinématographiques
- Jeanne Boitel dans Si Versailles m'était conté... (1954) de Sacha Guitry
- Claude Jade dans Claude Jade lit Madame de Sévigné (1977) de Jacques Cornet
- Aniouta Florent dans le téléfilm en cinq parties D'Artagnan amoureux (1977) de Yannick Andréi
- Évelyne Grandjean dans le téléfilm Madame de Sévigné : idylle familiale avec Bussy-Rabutin (1979) de Gérard Pignol et Jacques Vigoureux
- Carole Richert dans le téléfilm Le Roi, l'Écureuil et la Couleuvre (2010) de Laurent Heynemann
- Virginie Desarnauts dans le film Jean de La Fontaine, le défi (2007) de Daniel Vigne
- Karin Viard dans le film Madame de Sévigné (2024) d'Isabelle Brocard[49]

Dans Peau d'âne (1970) de Jacques Demy, le héraut annonce « la marquise de Rabutin-Chantal » lors de la séance d’essayage de la bague.

### Documentaires
L'émission Secrets d'histoire sur France 2 du 18 août 2015, intitulée La marquise de Sévigné, l'esprit du Grand Siècle, lui était consacrée.

### Textes littéraires
- Madame de La Fayette, Portrait de la marquise de Sévigné, par madame la comtesse de la Fayette, sous le nom d’un inconnu, (dans le recueil de madame de Montpensier "Divers portraits" (1659).

## Hommages
- Le boulevard de Sévigné à Rennes a été dénommé en sa mémoire en 1862[51].
- La rue de Sévigné à Paris a été dénommée en sa mémoire en 1867. En 2023, cette dénomination a évolué en rue Madame-de-Sévigné.
- Le collège Sévigné à Paris, porte son nom depuis sa fondation en 1880.
- Un cratère vénusien, Sévigné, est nommé en son honneur en 1985[52].
- Deux timbres français ont été émis en 1950 et 1996.